# Горња Ровца-Булатовићи
Горња Ровца-Булатовићи је насеље у општини Колашин у Црној Гори. Према попису из 2003. било је 147 становника (према попису из 1991. било је 193 становника).

## Демографија
У насељу Горња Ровца Булатовићи живи 117 пунолетних становника, а просечна старост становништва износи 42,0 година (39,8 код мушкараца и 44,2 код жена). У насељу има 49 домаћинстава, а просечан број чланова по домаћинству је 3,00.
Ово насеље је углавном насељено Србима (према попису из 2003. године), а у последња три пописа, примећен је пад у броју становника.
|  |

| Демографија | Демографија | Демографија |
| Година      | Становника  | Становника  |
| ----------- | ----------- | ----------- |
|             |             |             |
|             |             |             |
|             |             |             |
|             |             |             |
| 1948.       | 325         |             |
| 1953.       | 399         |             |
| 1961.       | 393         |             |
| 1971.       | 340         |             |
| 1981.       | 251         |             |
| 1991.       | 193         | 193         |
| 2003.       | 147         | 147         |
|             |             |             |

| Етнички састав према попису из 2003.‍ | Етнички састав према попису из 2003.‍ | Етнички састав према попису из 2003.‍ | Етнички састав према попису из 2003.‍ | Етнички састав према попису из 2003.‍ |
| ------------------------------------ | ------------------------------------ | ------------------------------------ | ------------------------------------ | ------------------------------------ |
|                                      |                                      |                                      |                                      |                                      |
| Срби                                 | Срби                                 |                                      | 108                                  | 73,46%                               |
| Црногорци                            | Црногорци                            |                                      | 37                                   | 25,17%                               |
| Хрвати                               | Хрвати                               |                                      | 1                                    | 0,68%                                |
| непознато                            | непознато                            |                                      | 1                                    | 0,68%                                |

| Година пописа     | 1948. | 1953. | 1961. | 1971. | 1981. | 1991. | 2003. |
| ----------------- | ----- | ----- | ----- | ----- | ----- | ----- | ----- |
| Број домаћинстава | 80    | 75    | 82    | 75    | 57    | 50    | 49    |

| Број чланова      | 1  | 2  | 3  | 4 | 5 | 6 | 7 | 8 | 9 | 10 и више | Просек |
| ----------------- | -- | -- | -- | - | - | - | - | - | - | --------- | ------ |
| Број домаћинстава | 49 | 14 | 11 | 5 | 9 | 4 | 3 | 2 | 1 | 0         | 0      |

| Пол    | Укупно | Неожењен/Неудата | Ожењен/Удата | Удовац/Удовица | Разведен/Разведена | Непознато |
| ------ | ------ | ---------------- | ------------ | -------------- | ------------------ | --------- |
| Мушки  | 63     | 28               | 31           | 3              | 1                  | 0         |
| Женски | 63     | 17               | 33           | 13             | 0                  | 0         |
| УКУПНО | 126    | 45               | 64           | 16             | 1                  | 0         |

| Пол    | Укупно                    | Пољопривреда, лов и шумарство | Рибарство                            | Вађење руде и камена | Прерађивачка индустрија       |
| ------ | ------------------------- | ----------------------------- | ------------------------------------ | -------------------- | ----------------------------- |
| Мушки  | 18                        | 10                            | 0                                    | 0                    | 1                             |
| Женски | 2                         | 0                             | 0                                    | 0                    | 0                             |
| УКУПНО | 20                        | 10                            | 0                                    | 0                    | 1                             |
| Пол    | Производња и снабдевање   | Грађевинарство                | Трговина                             | Хотели и ресторани   | Саобраћај, складиштење и везе |
| Мушки  | 0                         | 2                             | 0                                    | 0                    | 3                             |
| Женски | 0                         | 1                             | 0                                    | 0                    | 1                             |
| УКУПНО | 0                         | 3                             | 0                                    | 0                    | 4                             |
| Пол    | Финансијско посредовање   | Некретнине                    | Државна управа и одбрана             | Образовање           | Здравствени и социјални рад   |
| Мушки  | 0                         | 0                             | 1                                    | 0                    | 0                             |
| Женски | 0                         | 0                             | 0                                    | 0                    | 0                             |
| УКУПНО | 0                         | 0                             | 1                                    | 0                    | 0                             |
| Пол    | Остале услужне активности | Приватна домаћинства          | Екстериторијалне организације и тела | Непознато            | Непознато                     |
| Мушки  | 0                         | 0                             | 0                                    | 1                    | 1                             |
| Женски | 0                         | 0                             | 0                                    | 0                    | 0                             |
| УКУПНО | 0                         | 0                             | 0                                    | 1                    | 1                             |